# Rudtjärnen (Boteå socken, Ångermanland, 700258-159816)
Rudtjärnen är en sjö i Sollefteå kommun i Ångermanland och ingår i Ångermanälvens huvudavrinningsområde.